# Ficus tuphapensis
Ficus tuphapensis är en mullbärsväxtart som beskrevs av Emmanuel Drake del Castillo. Ficus tuphapensis ingår i släktet fikonsläktet, och familjen mullbärsväxter. Utöver nominatformen finns också underarten F. t. annamensis.